# Новая Армеевка
Новая Армеевка — деревня в Ельниковском районе Мордовии России. Входит в состав Новоямского сельского поселения.

## История
Основана после отмены крепостного права переселенцами из села Армеевка. В «Списке населённых мест Пензенской губернии за 1894» Армеевский Выселок деревня из 31 двора Краснослободского уезда. В

## Население
| 2002 | 2010 |
| ---- | ---- |
| 16   | ↘9   |

Национальный состав
Согласно результатам Всероссийской переписи населения 2002 года, в национальной структуре населения русские составляли 94 %.